# Johann Eck
Johann Maier von Eck (13. listopadu 1486 – 13. února 1543) byl německý scholastický teolog, katolický prelát a raný protireformátor. Je znám především jako jeden z nejdůležitějších oponentů Martina Luthera.

## Život
Narodil se jako Johann Maier v Ecku, později Eggu u švábského Memmingenu, a název svého rodiště si později přidal ke jménu. Vzdělával ho nejdříve jeho strýc kněz, později studoval na několika německých univerzitách. Roku 1508 obdržel kněžské svěcení a o dva roky později získal doktorát teologie. Od roku 1510 učil na univerzitě v Ingolstadtu. Vedle teologie se zabýval i filozofií a etickými otázkami ekonomiky, přičemž hájil oprávněnost úroku z kapitálu. Byl horlivým obráncem papežství, jako ve svém hlavním díle De primatu Petri (O Petrově primátu, 1519), a polemizoval písemně i osobně v disputacích s reformátory, v první řadě s Lutherem.

## Galerie

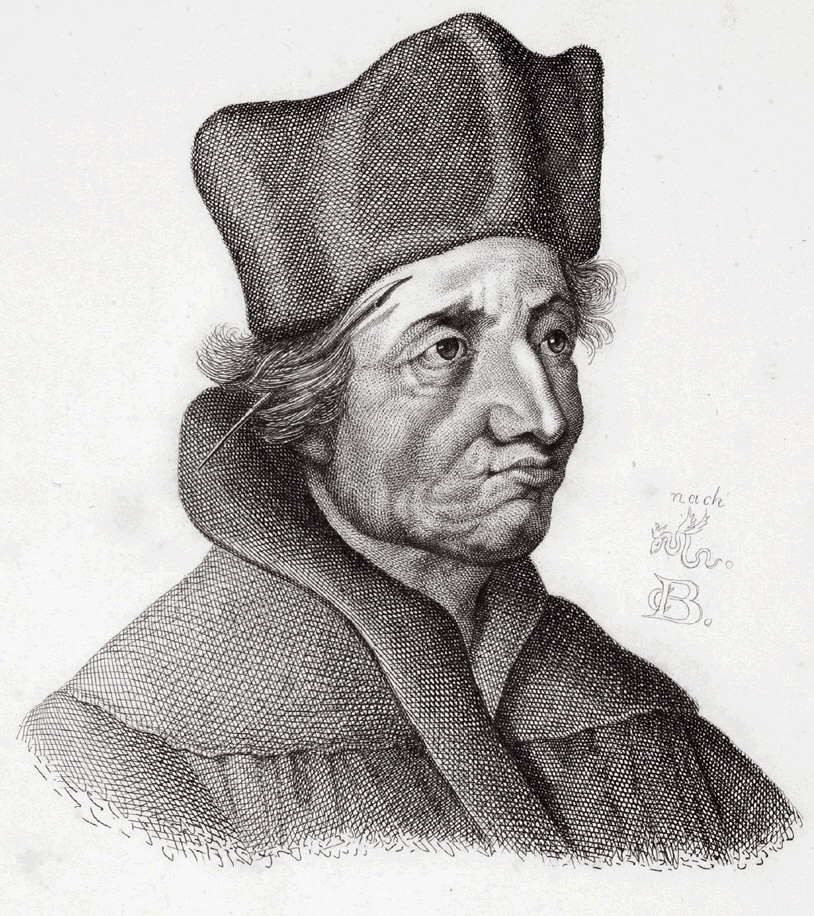
Johannes Eck
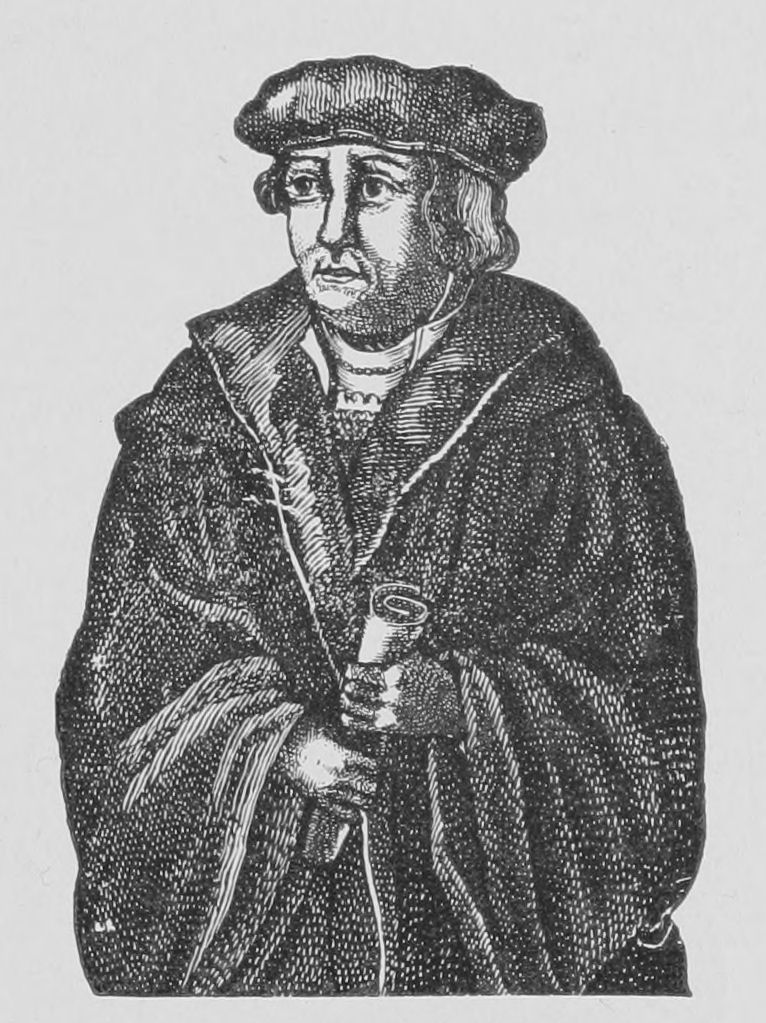
Hübmaier, Balthasar. John Eck
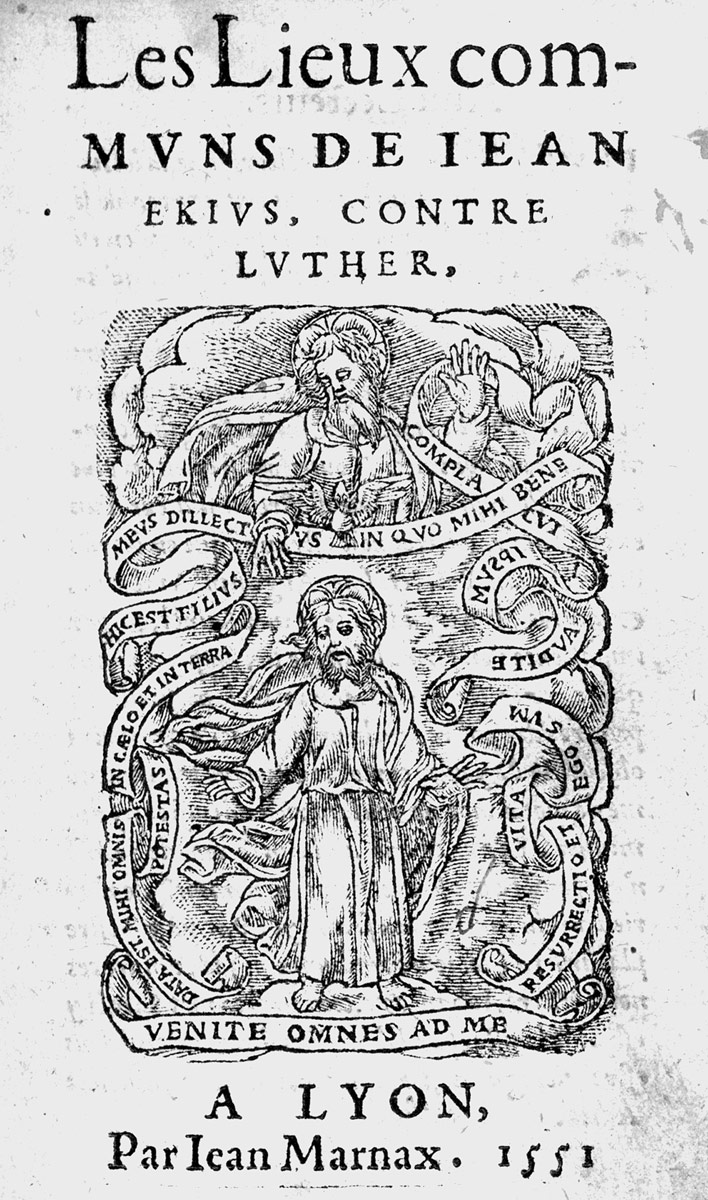
Eck, Johannes. Les lieux communs, contre Luther, Lyon, Jean Marnax, 1551
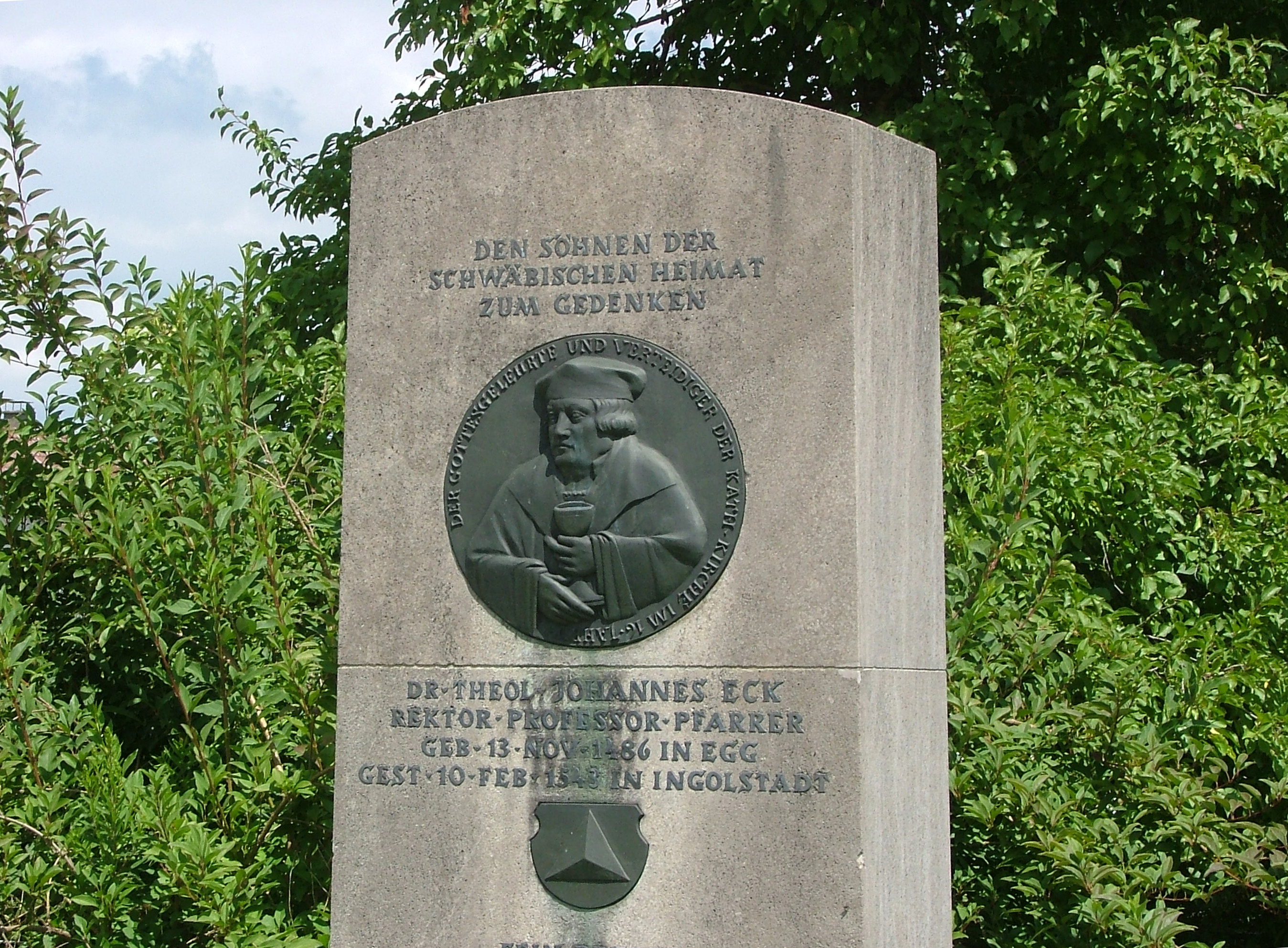
Památník v Eckově rodišti